# Jacques de Beaune
Pour les autres membres de la famille, voir Famille de Beaune.
Jacques de Beaune, baron de Semblançay, né à Tours vers 1445/1465 et mort à Paris le 12 août 1527, est un officier de François Ier considéré comme le premier surintendant des finances.

## Biographie

### Carrière
Jacques de Beaune est le fils de Jean de Beaune, un bourgeois de Tours, maire de Tours, qui avait fait fortune dans le commerce, et qui prêta de l'argent à Louis XI et à Charles VIII, et de Jeanne Binet. Jacques de Beaune est né vers 1465. Il commença sa carrière au service des finances du roi sous Louis XI puis sous Charles VIII puis Louis XII. Il gravit peu à peu les échelons, en qualité de trésorier des finances et maire de Tours en 1498, général des finances en 1511, jusqu’à recevoir le 27 janvier 1518 « la charge, connaissance et intendance » des finances de François Ier. Au vu des pouvoirs considérables qui lui sont accordés, et bien que le terme de « surintendant » ne soit alors pas encore utilisé, il est à ce titre considéré comme étant, de fait, le premier surintendant des finances. Jacques de Beaune se constitue une fortune considérable. Il est l'un des mécènes de la Touraine du début du XVIe siècle. Il se fait construire plusieurs châteaux dont le château de La Carte à Ballan-Miré. Il acquiert en octobre 1516 la terre de Semblançay, dont il prend le nom, et rénove le château.
Il avait épousé Jeanne Ruzé, fille du maire Jean Ruzé et de Guillonne Berthelot.

### Apogée et chute
Son ascension va connaître un terme à la suite d'un différend avec la reine-mère Louise de Savoie. En effet, en 1522 la France est engagée dans la 6e guerre d’Italie et elle perd le Milanais à la suite de la destruction de l’armée française à La Bicoque. Le roi est informé que la défaite est liée à la démobilisation d’une partie de ses troupes qui n’avaient pas reçu leur solde. Le roi demande à son ministre des finances de lui expliquer où sont passés les 400 000 écus qui étaient destinés à l’armée d’Italie. Celui-ci avoue les avoir remis à Louise de Savoie qui exigeait cette somme en remboursement d’une créance qu’elle avait envers la couronne. La reine-mère ne lui pardonnera jamais cette dénonciation et sur son instigation, le 11 mars 1524, une commission est nommée pour examiner ses comptes. Elle révèle que Semblançay est créancier de la couronne pour près d'un million de livres.

### Condamnation et réhabilitation
En 1525, Jacques de Beaune refuse à nouveau des crédits pour l'armée. Sa décision ne plaisant pas au pouvoir, il se retire aussitôt dans sa terre de Ballan. Un peu plus tard, profitant de l'absence de François Ier, la reine-mère demande à son fidèle chancelier Duprat que l'on instruise le procès de Semblançay. Son ancien commis, Jean Prévôt de Tours est contraint de le dénoncer. Semblançay est conduit à la Bastille vers la fin de l'année 1526. À l'issue d’une enquête controversée, le 27 janvier 1527, Jacques de Beaune est accusé de malversations et de détournements. Le 9 août 1527 il est condamné à être pendu au gibet de Montfaucon. Il est exécuté le 12 août 1527, âgé de 62 ans, après avoir vainement attendu sa grâce au pied du gibet. Le supplice de Semblançay inspira une célèbre épigramme à Clément Marot, poème qui figure dans son Adolescence Clémentine, visant le lieutenant criminel du Châtelet, Guillaume Maillart  :

« Lorsque Maillart, juge d'Enfer, menoit

À Monfaulcon Samblançay l'ame rendre,

À votre advis, lequel des deux tenoit

Meilleur maintien ? Pour le vous faire entendre,

Maillart sembloit homme qui mort va prendre

Et Samblançay fut si ferme vieillart

Que l'on cuydoit, pour vray, qu'il menast pendre

À Montfaulcon le lieutenant Maillart. »

Son fils, Guillaume de Beaune, qui était général des finances, est banni en même temps. Mais, en 1529, il est rétabli dans ses biens et ses dignités, ce qui est une sorte de réhabilitation posthume et indirecte de son père, Jacques de Beaune, par François Ier. Le fils de Guillaume est Renaud de Beaune qui deviendra archevêque de Sens.

## Postérité
Une bande dessinée interactive faisant le récit de la vie de Jacques de Beaune, Le Carroi de Beaune, est publiée en ligne le 25 octobre 2022 par Loïc Chevalier, Ullcer et Greg Lofé. Elle propose des liens avec plusieurs notices créées dans le cadre du projet de recherche Par Tours sur des lieux de Tours, ainsi que sur des personnes et des œuvres de la Renaissance.

## Famille
- Jean de Beaune, argentier du roi, maire de Tours en 1471, marié avec Jeanne Binet
  - Guillaume de Beaune, maire de Tours en 1501, marié avec Catherine Ruzé,
  - Jacques Ier de Beaune (1467-1527), maire de Tours en 1498, baron de Semblançay, surintendant des finances entre 1516 et 1526, marié avec Jeanne Ruzé,
    - Jacques II de Beaune, évêque de Vannes entre 1504 et 1511
    - Guillaume de Beaune, gouverneur de Touraine et maire de Tours en 1517, marié avec Bonne Cottereau
      - Jacques III de Beaune, baron de Semblançay, x 1550 Gabrielle de Sade[11], d'où : 
        - Claude ; Marie ; Jean de Beaune († v. 1590 sans postérité), baron de Semblançay, chambellan du duc d'Alençon (François ?) ;
        - et Charlotte de Beaune, vicomtesse de Tours, mariée avec François (II) de La Trémoïlle, marquis de Noirmoutier

      - Jean de Beaune (mai 1525- ), baron de la Tour d'Argy (fief acquis par son grand-père Jacques Ier de Beaune sur Louis IV de Rohan-Guémené-Montbazon, auquel il acheta aussi Semblançay le 12 octobre 1516 : cf. abbé Casimir Labreuille : Montrichard et La Tour d'Argy, p. 150, 1896) ; x Anne du Museau, fille de Mor(e)let du Museau et de Marie Briçonnet, dame de Prasville (fille de Pierre et petite-fille de Jean Briçonnet)
        - Marie de Beaune († 1611), fille légitime, mariée en 1572 à Anne de Montmorency-Fosseux-Fosseuse-Thury et Courtalain († 1592)
        - Florimond Ier de Beaune, fils naturel légitimé, né de Marie du Pont, obtient des lettres pour jouir des privilèges de la noblesse en 1583, seigneur de Goulioust et de la Rue, marié à Marguerite Belliard
          - Florimond II de Beaune (Blois, baptisé le 7 octobre 1601-18 août 1652), marié en 1621 avec Philiberte-Anne Pelluis (†1622), remarié avec Marguerite Dulot (†1664). Magistrat à Blois, il s'est intéressé aux mathématiques et a échangé avec René Descartes à partie de 1632 par l'intermédiaire de Marin Mersenne. Descartes lui a rendu visite en 1644[12]
            - Florimond III de Beaune, né en août 1622, du premier mariage
            - Florimond IV de Beaune, baptisé le 9 février 1625 à Saint-Solemne, du second mariage

      - Renaud de Beaune (1527-1606), évêque de Mende (1568-1581), archevêque de Bourges (1581-1594) puis de Sens (1594-1606)
      - Martin de Beaune, évêque du Puy entre 1557 et 1561
      - Claude de Beaune (v. 1530-v. 1569/1571), femme en 1567 du duc Claude Gouffier de Roannez (sans postérité), dame de Châteaubrun par acquisition, dont héritera sa nièce Marie, et donc les Montmorency-Fosseux-Thury et Courtalain ci-dessus

    - Martin de Beaune, archevêque de Tours entre 1519 et 1527